# 瓦瓦塔姆燈塔 (密西根州)
瓦瓦塔姆燈塔（英文：Wawatam Lighthouse）是一座自動化的現代燈塔，位於密西根州麥基諾水道的聖伊格納斯市中心，麥肯街的東端與密西根州75號州際公路的交叉口。它於1998年由密西根州門羅附近的密歇根州交通部（MDOT）豎立起來，在75號州際公路（I-75）旁作為遊客中心的標誌性景點，但當時並沒有安裝照明設備，僅作為裝飾用途。2004年，因建築的結構有著一定的受損，MDOT決定重建歡迎中心並拆除塔樓。
當時還從未有過燈塔的聖伊格納斯市聽說有機會得到一座燈塔，於是向MDOT要求將焊接鋼塔提供給他們，而MDOT也同意了這項要求。在接下來兩年的時間裡，燈塔的結構被拆解，用卡車運到聖伊格納斯，然後重新豎立起來，並安裝工作燈以輔助導航。這座「新」燈塔於2006年8月在聖伊格納斯首次點亮。截至2022年，它是美國水域尚在使用的燈塔中最晚建成的燈塔。

## 歷史
燈塔最初是MDOT於1998年在密西根州門羅附近的I-75州際公路上的門羅遊客中心建造的，位於俄亥俄州邊境附近的東南角。此燈塔結構的建築物遠離航行水域，是該州旅遊景點的一部分。2004年，MDOT決定對該中心進行翻新，並宣布該燈塔已過時，並計劃將其拆除。在對該決定提出擔憂後，州政府同意不拆除該結構並將其轉移到有用的位置。偶然地，在參加市政官員會議時，聖伊格納斯的公民領袖得知了它的存在，並成功申請將聖伊格納斯作為燈塔的新地址。燈塔被拆成五塊，用卡車從門羅到聖伊格納斯的東莫蘭灣。
燈塔在遊客中心時，六角塔被漆成白色，並帶有綠色和紅色的裝飾。密西根州貝城莫里斯機械廠的老闆埃德莫里斯與另外八人用大約三個月的時間建成了這座燈塔，但燈塔是由莫里斯一個人焊接的，因為他的焊工技能精湛。最初的計劃要求建造一個36英尺高的結構，但他建造了更高的52英尺建築來「挑戰自己」。此燈塔是他為密西根遊客中心建造的三座燈塔之一，另外兩個在新布法羅和克萊爾。
該項目的總成本為50,000美元，包括運輸、維修和安裝，且用卡車將燈塔從門羅向北運輸到聖伊格納斯就花費了20,000美元。經費一半由密西根自然資源部的水道委員會提供，其餘部分由社區小額捐款支付。燈塔於2006年使用起重機重新組裝。根據對居民的調查，它被命名為瓦瓦塔姆燈塔，以紀念在聖伊格納斯停靠了數十年的鐵路車輛渡輪瓦瓦塔姆酋長號。 2006年8月20日，瓦瓦塔姆燈塔重新組裝後首次點亮。燈塔現已正式啟用，由聖伊格納斯市負責維護，並由美國海岸警衛隊在休倫湖援助航行船隻。

### 瓦瓦塔姆碼頭
重建燈塔的選定地點是前聖伊格納斯鐵路碼頭，最初建於19世紀初，作為火車渡輪的母港。該渡輪由包括聖伊格納斯、德盧斯、南岸和大西洋鐵路在內的數家合資企業運營，在麥基諾水道運送鐵路車輛。從1911年落成後不久開始，這些任務由338英尺長的瓦瓦塔姆酋長號履行。此船由弗蘭克·E·柯比（Frank E. Kirby）設計並由托萊多造船公司建造，每次往返麥基諾城和聖伊格納斯之間都運送多達28節軌道車。這艘渡船的名字是為了紀念18世紀麥基諾水道當地的主要居民，渥太華人的領袖瓦瓦塔姆。
聖伊格納斯碼頭於1984年倒塌，1986年接手的企業放棄了通往聖伊格納斯的最後一條鐵路，渡輪時代就此結束。截至2014年，一段截斷的軌道和軌道升降機（將軌道定向以便可以將火車裝載到渡輪上）仍然可見。在碼頭上，距離燈塔不遠，有6英尺高的木製雕像以紀念瓦瓦塔姆。此雕像於2012年豎立，由當地藝術家湯姆·帕奎因（Tom Paquin）和莎莉·帕奎因（Sally Paquin）設計和雕刻。

### 現況
瓦瓦塔姆燈塔在較新的航海圖上得到了適當的標註。它不僅幫助水手，它還是冬季穿越冰凍的麥基諾海峽往返麥基諾島的雪地摩托車的燈塔，全年無休。燈塔和港口還為海岸警衛隊的破冰船提供服務，例如拖船卡特邁灣（WTGB-101）和重型破冰船麥基諾（WLBB-30）。
燈塔是2015年密西根燈塔節的特色燈塔。截至2017年，這是密西根州150座列出的（包括歷史悠久的和現已拆除的）燈塔的最新成員。

## 相關圖片

將燈塔運送到聖伊格納斯（密歇根州上半島）的卡車路線
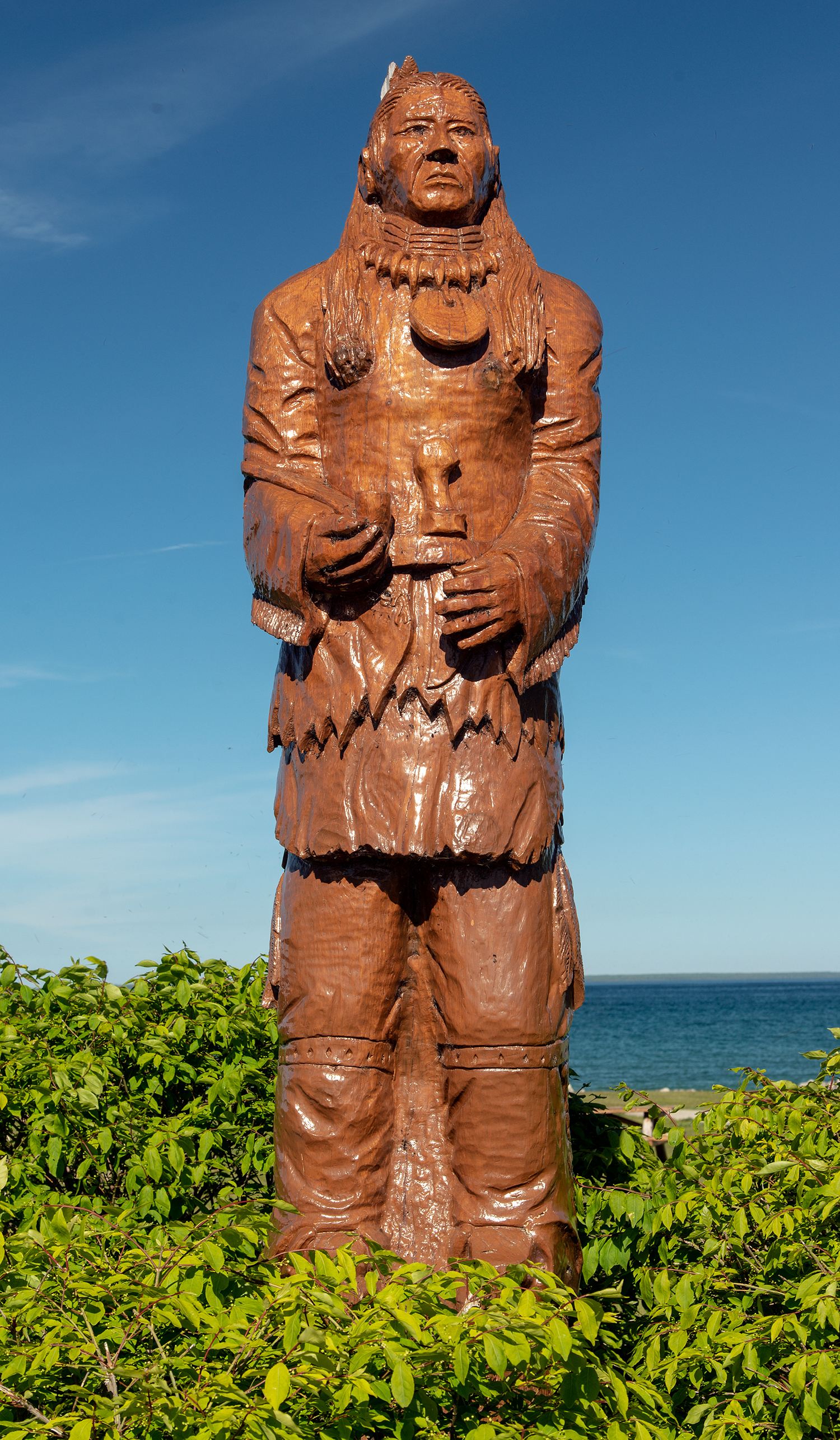
瓦瓦塔姆酋長的木雕
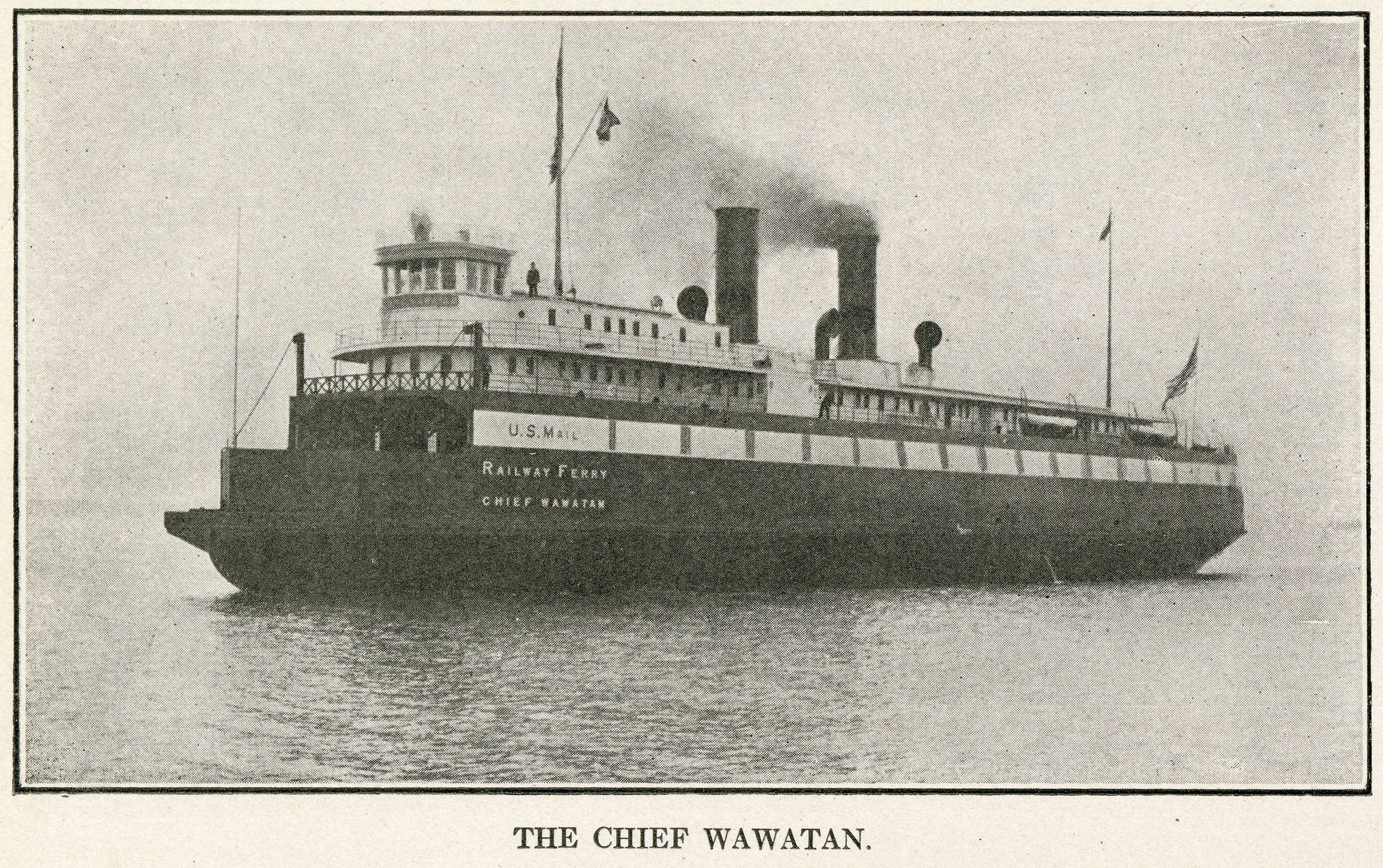
瓦瓦塔姆酋長號火車渡輪

## 延伸閱讀
- . Michigan Lighthouse Guide.   [April 25, 2017].
- 5. Detroit, Michigan: U.S. Army Corps of Engineers. August 1979: 95  [April 30, 2017].
- (Video). March 20, 2014  [April 30, 2017] –YouTube.

## 外部連結
- Boat cruises passed scenic Wawatam Lighthouse in colorful light of dawn, Saint Ignace, Upper Michigan
- The freeze is on: Coast Guard begins ice-breaking on western Great Lakes
- Top 12. Best Tourist Attractions in Saint Ignace, Michigan